# Thomas Schütte

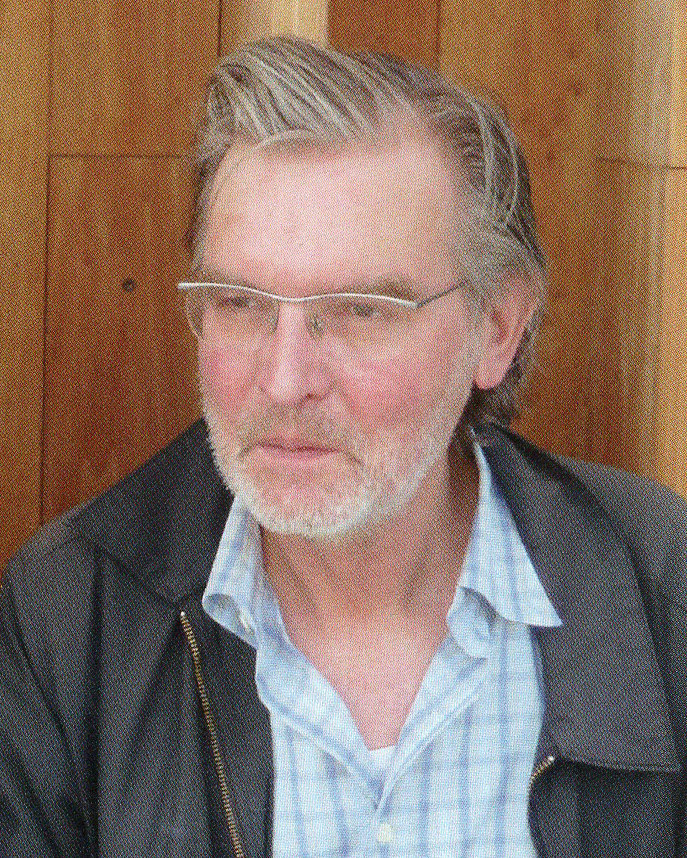
Thomas Schütte (2017)

Thomas Schütte (* 16. November 1954 in Oldenburg) ist ein deutscher Bildhauer und Zeichner.

## Leben

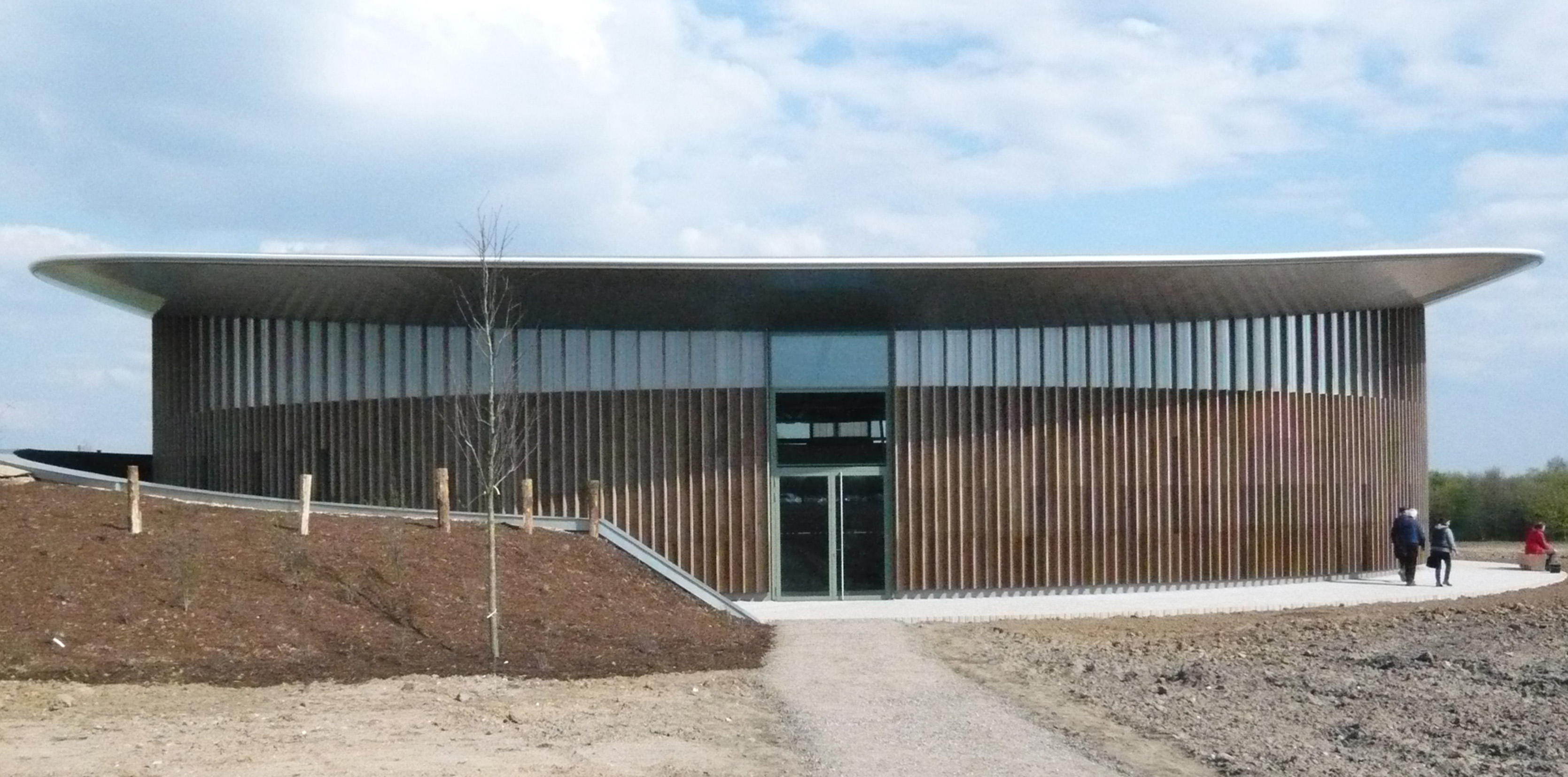
Skulpturenhalle – Thomas Schütte Stiftung, Neuss-Holzheim (April 2016)

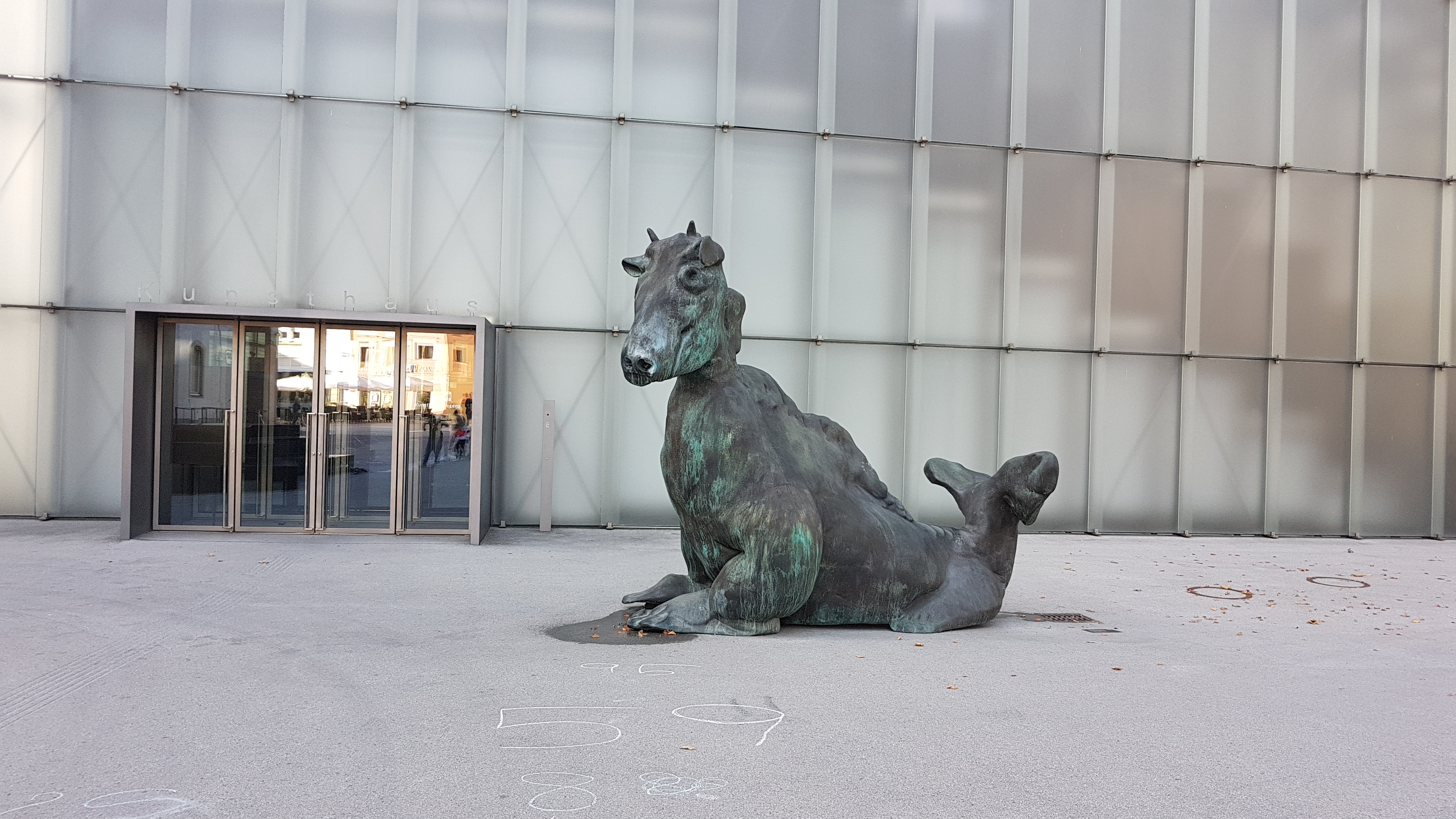
Drache vor dem Kunsthaus Bregenz (2019)

Schütte studierte von 1973 bis 1981 an der Kunstakademie Düsseldorf bei Fritz Schwegler und Gerhard Richter. Er zeigt in seinen Werken eine große Vielseitigkeit. Sowohl bei den verwendeten Techniken als auch bei der Formgebung entziehen sich seine Arbeiten weitgehend allen Festlegungen. Es gibt von Schütte Architekturmodelle wie die Ferienhäuser für Terroristen, daneben auch Radierungen und voluminöse Plastiken. Sein Auftritt bei der Kunstbiennale Venedig 2005 stellt einen Höhepunkt seiner Karriere dar, da er mit dem Preis für den besten Künstler der Ausstellung ausgezeichnet wurde. Ende 2007 wurde das Werk Model for a Hotel 2007 Schüttes aus farbigen Glasplatten für den vierten Pfeiler des Trafalgar Square ausgewählt. Seine Figur des Vater Staat findet sich in den Sammlungen des Art Institute of Chicago und der Nationalgalerie Berlin. Schüttes Bronze-Skulptur United Enemies wurde zwischen dem 5. März und dem 25. August 2013 im New Yorker Central Park ausgestellt. Bereits seit 1998 steht an der Freitreppe des Neuen Museums in Weimar Schüttes Bronze-Plastik Großer Geist.
Das Arbeiten mit den Händen, das Zeichnen, das Aquarellieren, das Modellieren, das Formen mit Ton und Knetmasse, das Bauen mit Holz und anderen Materialien stehen im Zentrum seiner künstlerischen Tätigkeit.
Südlich angrenzend an die ehemalige Raketenstation Hombroich bei Neuss und in unmittelbarer Nähe zur Langen Foundation, baute er sich eine eigene Skulpturenhalle, die im April 2016 eröffnet wurde. Die Halle dient der Ausstellung eigener und fremder Werke sowie der Lagerung seiner eigenen Skulpturen. Für Krefeld entwarf Schütte 2019 einen Pavillon mit 15 Metern Durchmesser anlässlich des Bauhaus-Jubiläums.
Thomas Schütte lebt und arbeitet in Düsseldorf.

## Ausstellungen
- 1984 – Von hier aus – Zwei Monate neue deutsche Kunst in Düsseldorf
- Schütte war 1987, 1992 und 1997 an der documenta beteiligt.
- 1987 errichtete er für die Ausstellung Skulptur.Projekte in Münster die Skulptur Kirschensäule.
- 2003 Wanderausstellung Kreuzzug, beginnend im Kunstmuseum Winterthur, anschließend im Musée de Grenoble und in K21 Kunstsammlung Nordrhein-Westfalen,
- In den Jahren 2004/2005 gab es Ausstellungen in New York, Köln, Madrid, Turin, Wien, Basel und Chicago.
- 2007/2008 Ausstellungen zu Schüttes Frühwerk im Henry Moore Institute Leeds und im Kunstmuseum Liechtenstein, Vaduz.
- Auf der 4. Berlin Biennale für zeitgenössische Kunst war er vertreten mit dem Werk Capacity Men.[6]
- Sein spektakuläres Documenta-Exponat Die Fremden (1992), eine Gruppe von Keramik-Tonskulpturen, ist heute getrennt: Ein Teil befindet sich noch in Kassel, der andere Teil steht auf dem Dach der Musik- und Kongresshalle Lübeck (MuK) in Lübeck.
- 2009: Einzelausstellung, Haus der Kunst, München
- 2009: Radierungen im Horst-Janssen-Museum, Oldenburg
- 2010: Hindsight, Museo Reina Sofia, Madrid
- 2010: Einzelausstellung Big Buildings. Modelle und Ansichten, Kunst- und Ausstellungshalle der Bundesrepublik Deutschland, Bonn
- 2013: Einzelausstellung, Fondation Beyeler, Riehen/Basel
- 2013: Einzelausstellung Frauen, Folkwang Museum Essen
- 2014: Einzelausstellung, Kunsthalle Vogelmann, Heilbronn
- 2014: Gruppenausstellung Vanitas - Ewig ist eh nichts.[7], Georg-Kolbe-Museum
- 2018: Ausstellung, Oldenburger Kunstverein, Oldenburg
- 2019: Einzelausstellung Three Acts[8], Monnaie de Paris, Paris
- 2019: Einzelausstellung Kunsthaus Bregenz
- 2020: Thomas Schütte. Keramik, Hetjens-Museum, Düsseldorf
- 2021: Einzelausstellung Georg-Kolbe-Museum, Berlin[9]
- 2021: tinyBE • living in a sculpture, Metzlerpark des Museum Angewandte Kunst Frankfurt/Main, Spartà Hut, 2016/2020, Kuratorin Cornelia Saalfrank[10]
- 2024: Einzelausstellung Museum of Modern Art, New York City
- 2024: Thomas Schütte – Prints. Skulpturenhalle Neuss
- 2025: Thomas Schütte – Genealogies. Punta della Dogana, Venedig[11]
- 2025  Thomas Schütte Böhm Chapel, Hürth

## Öffentliche Sammlungen
- Migros Museum für Gegenwartskunst
- Städtische Galerie Wolfsburg
- Kunstmuseum Winterthur

## Galerie

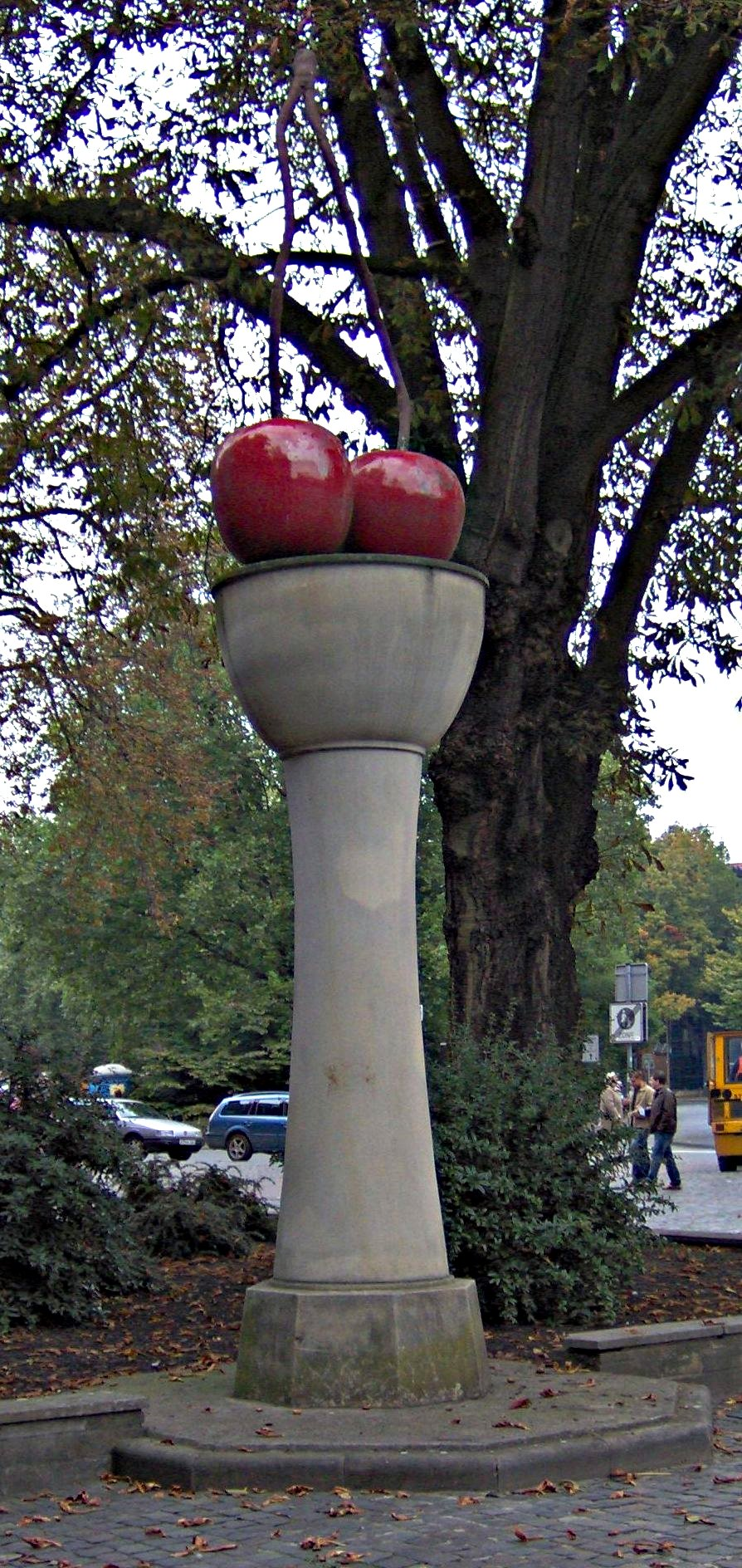
Kirschensäule Münster
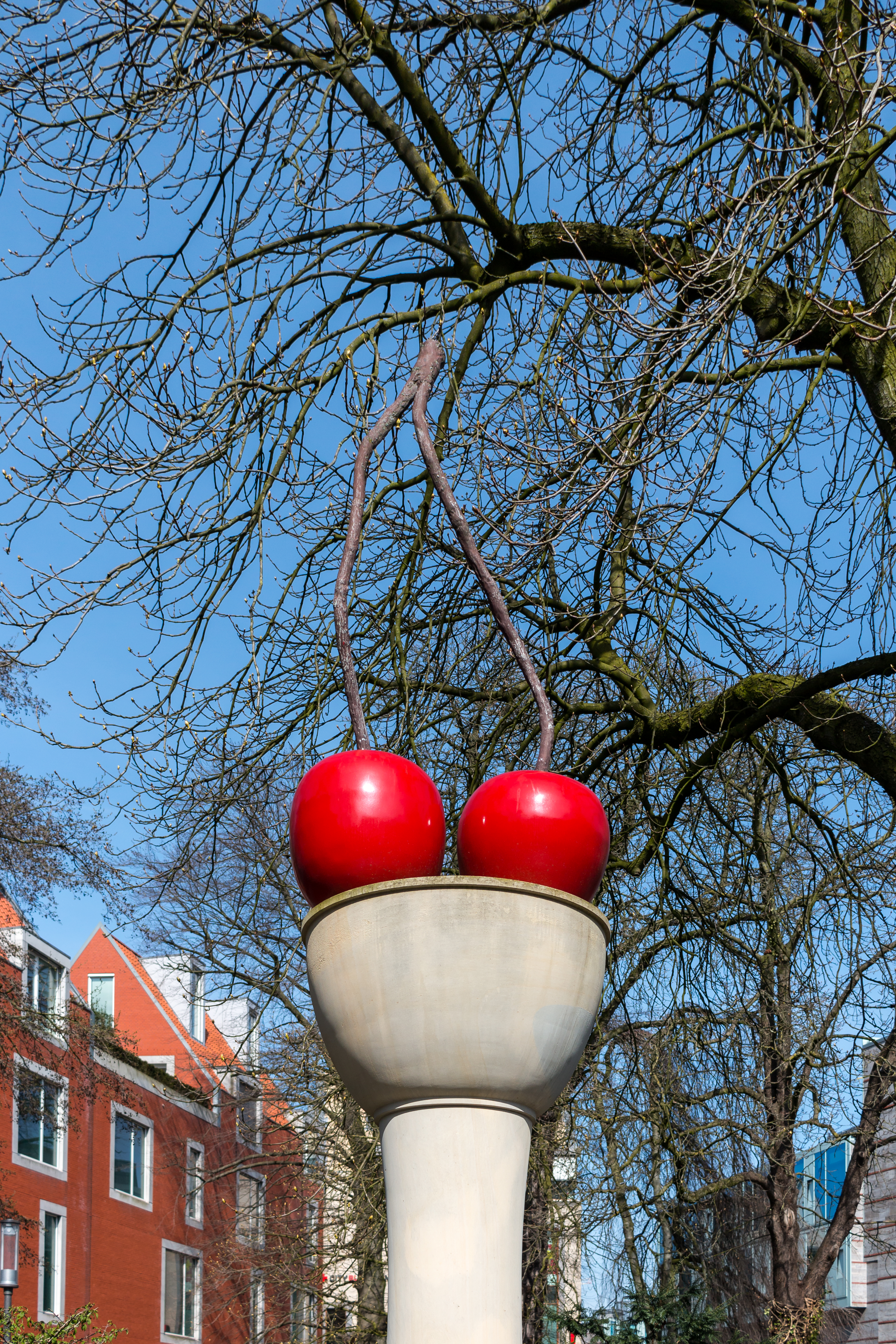
Kirschensäule Münster (Skulptur Projekte 1987)
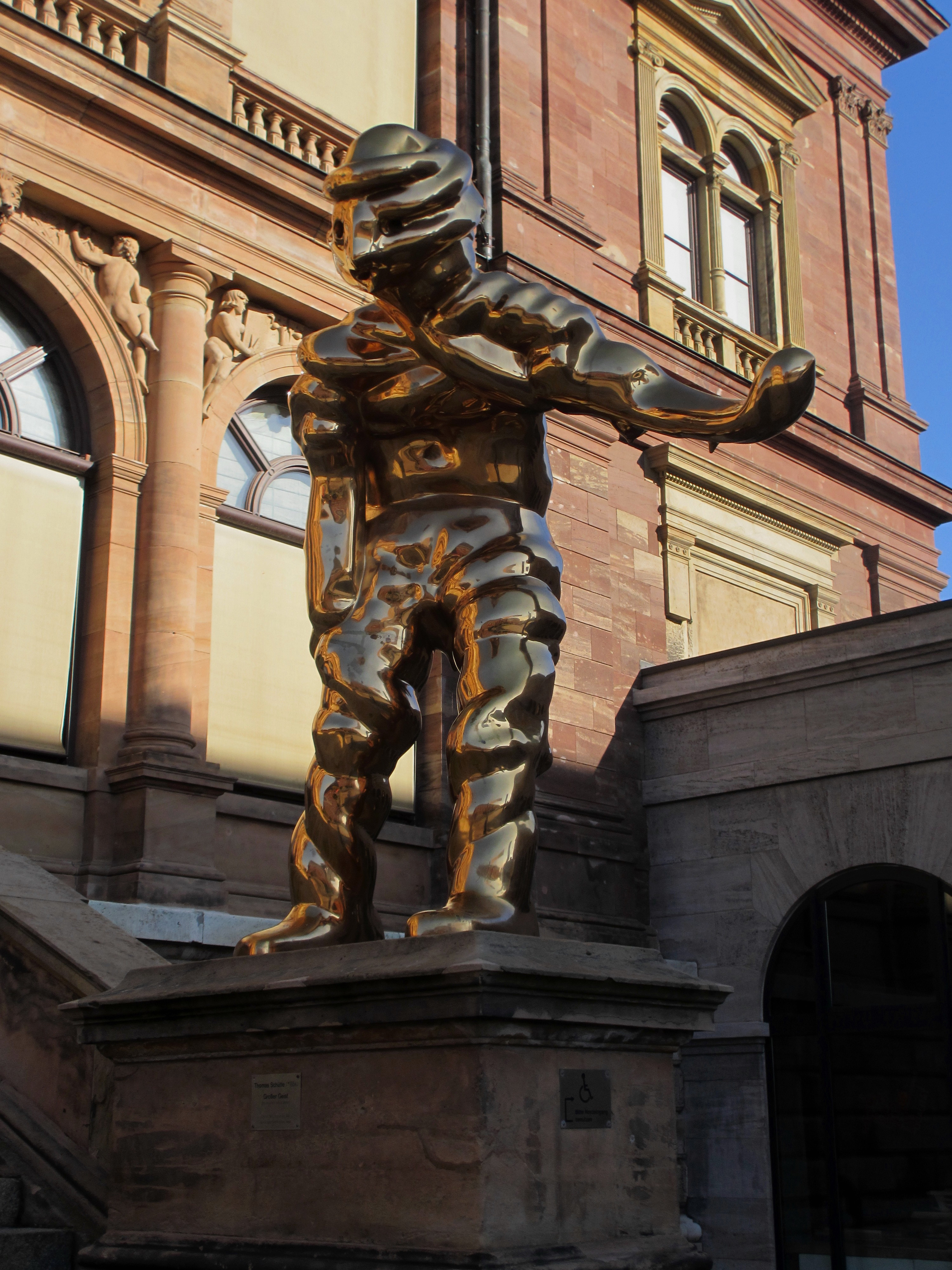
Großer Geist Nr. 4 am Haupteingang des Museum Neues Weimar
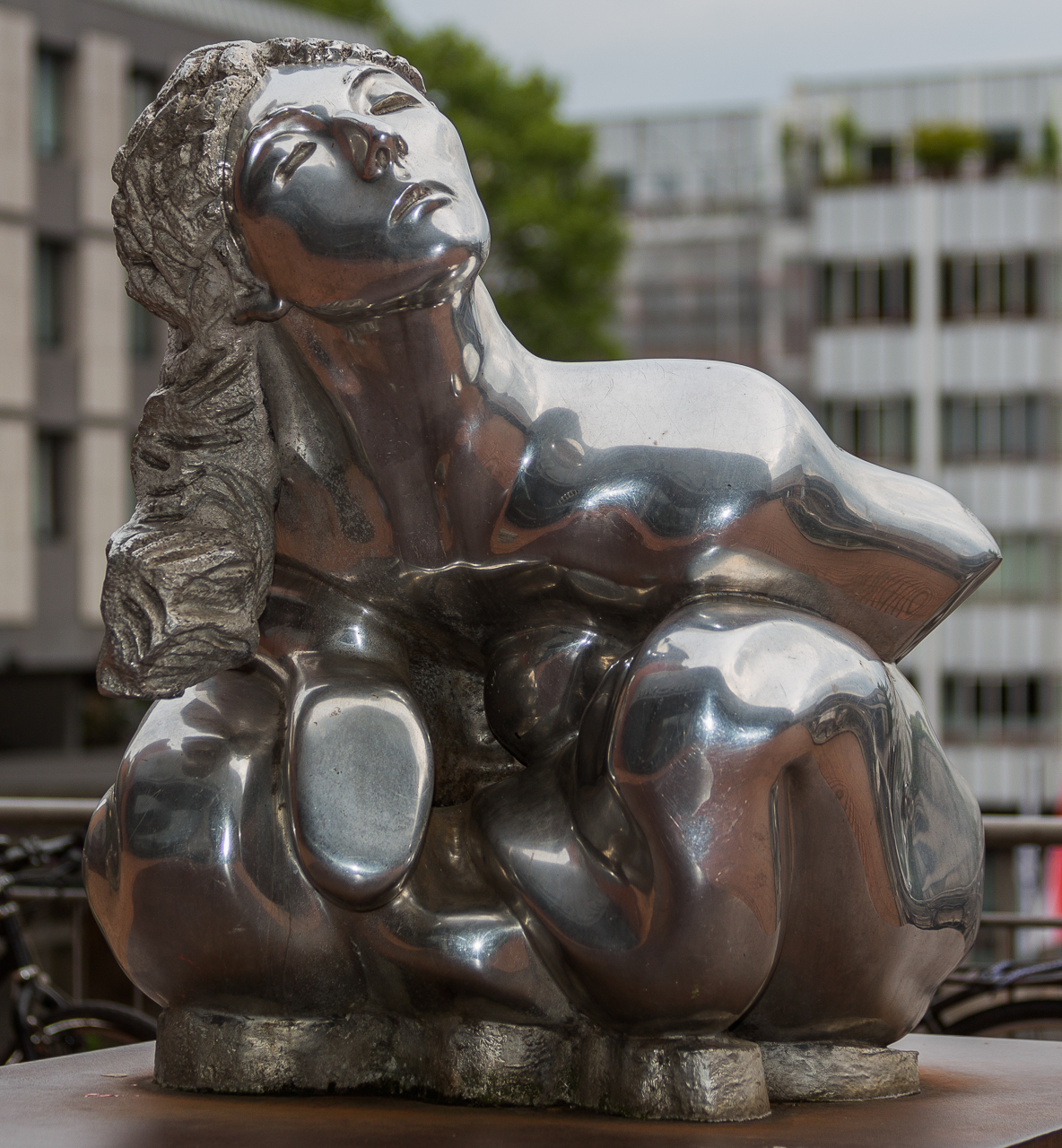
Frau Nr. 13 (2003) vor dem Museum Ludwig Köln
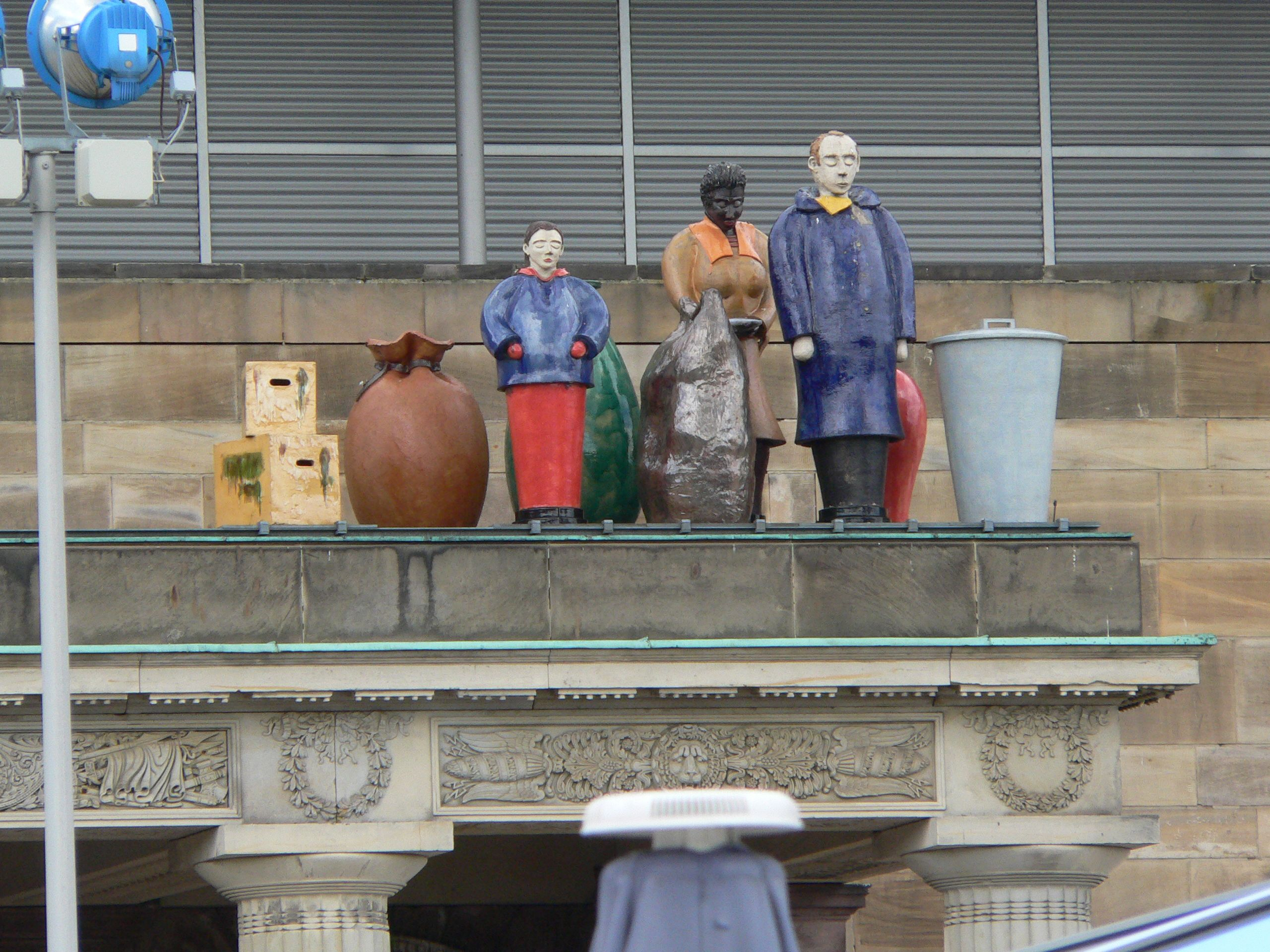
Die Fremden, documenta IX
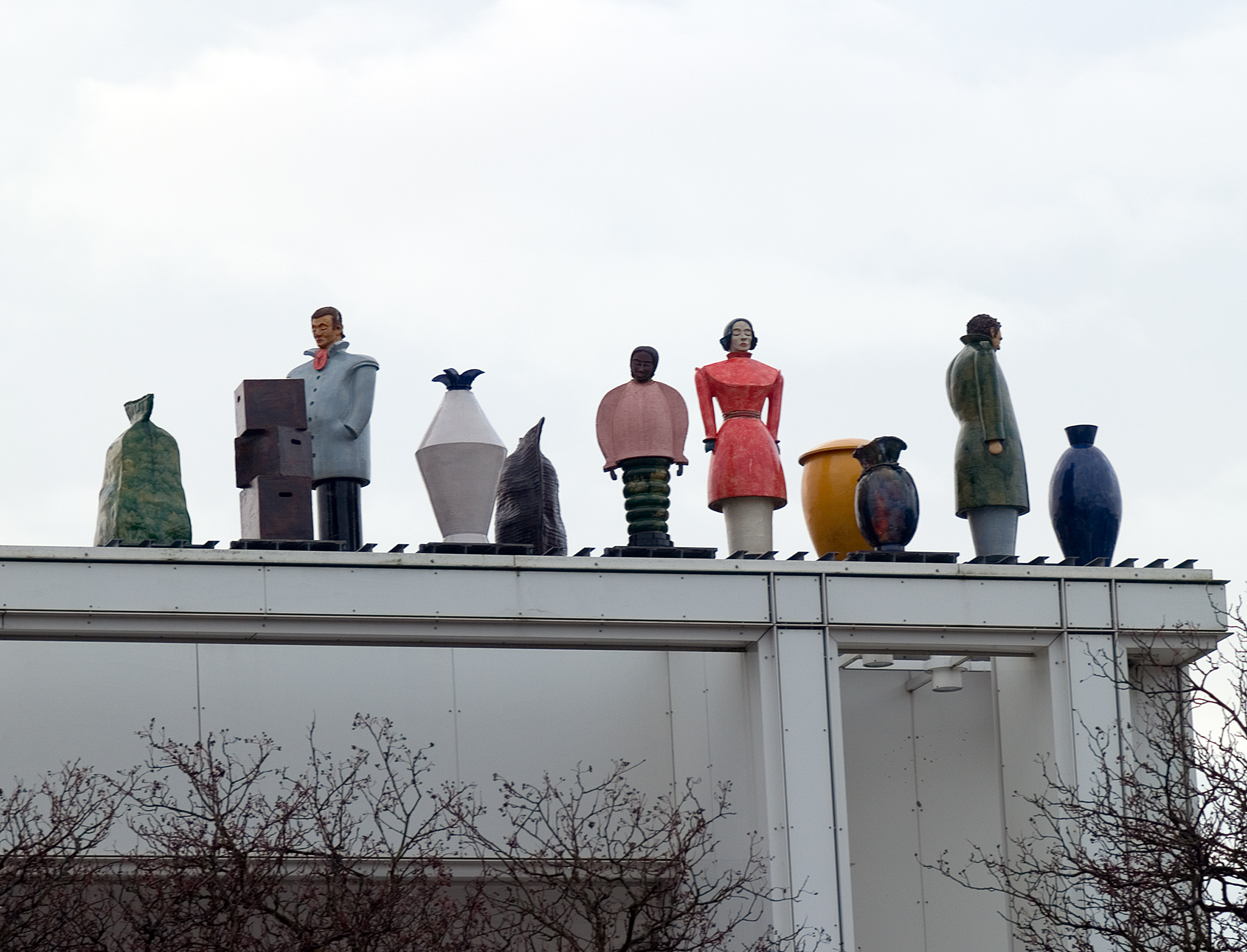
Die Fremden, Musik- und Kongresshalle Lübeck
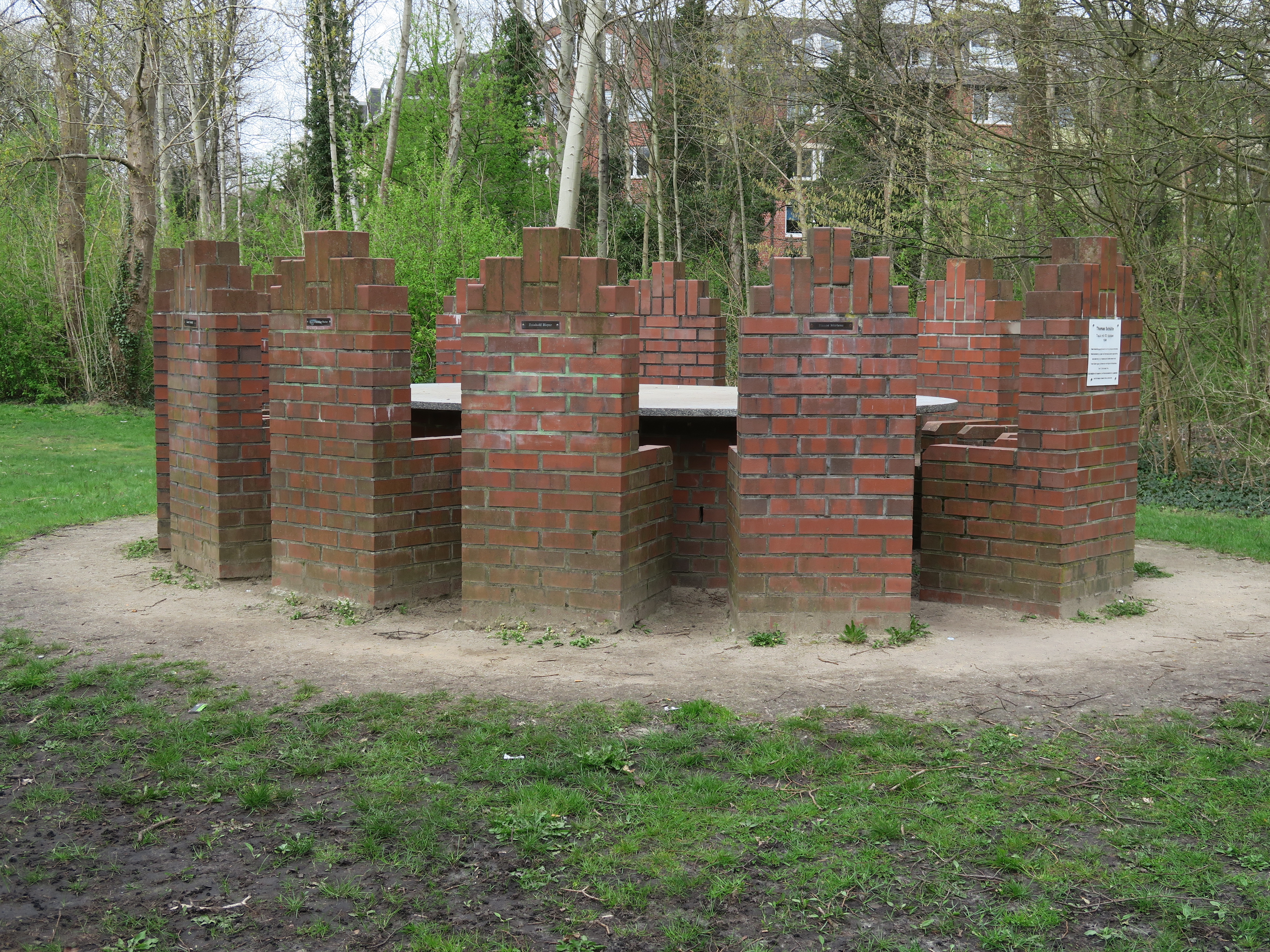
Gedenkstätte für Widerstandskämpfer Hamburg-Niendorf
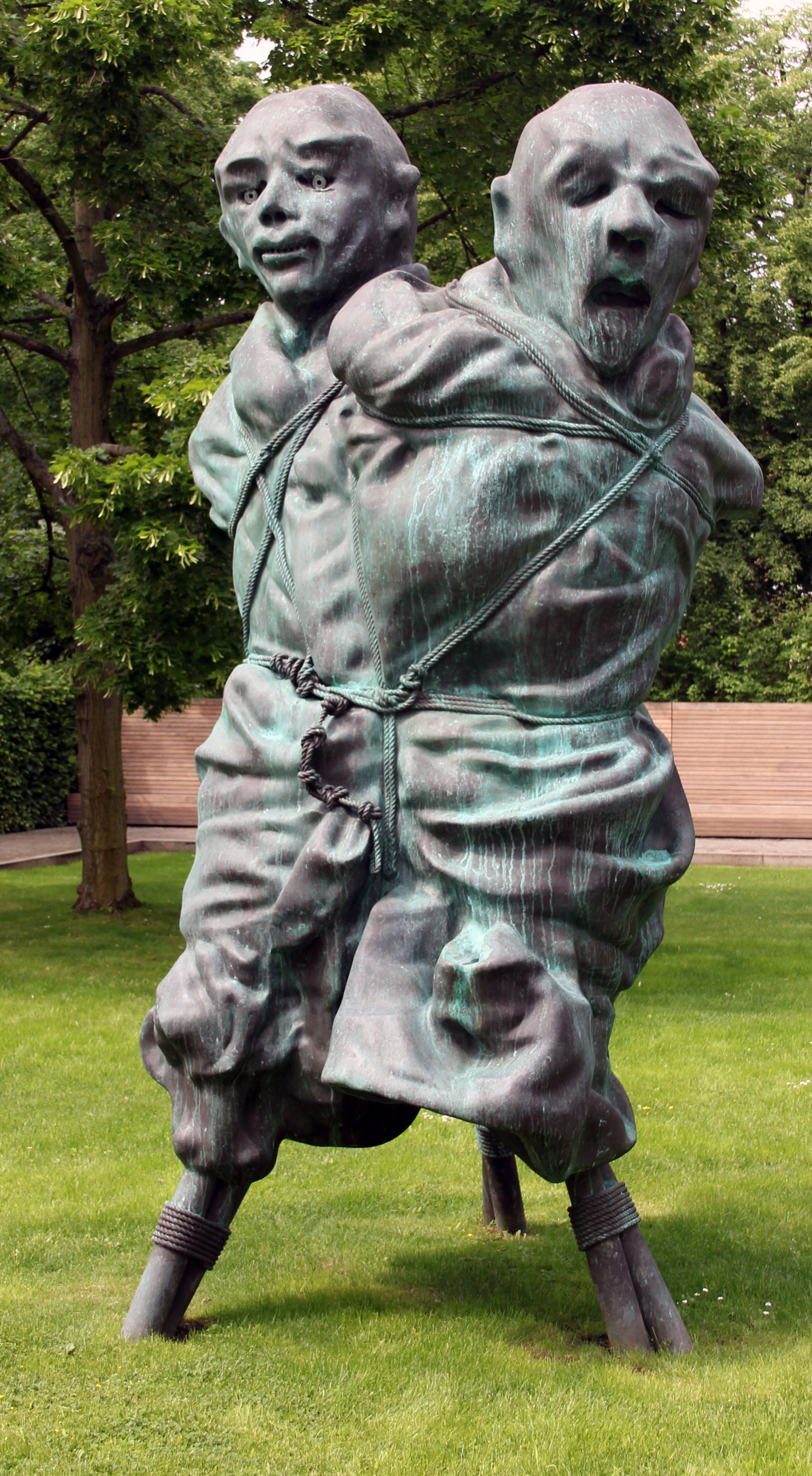
United Enemies, (2011) Berlin-Charlottenburg
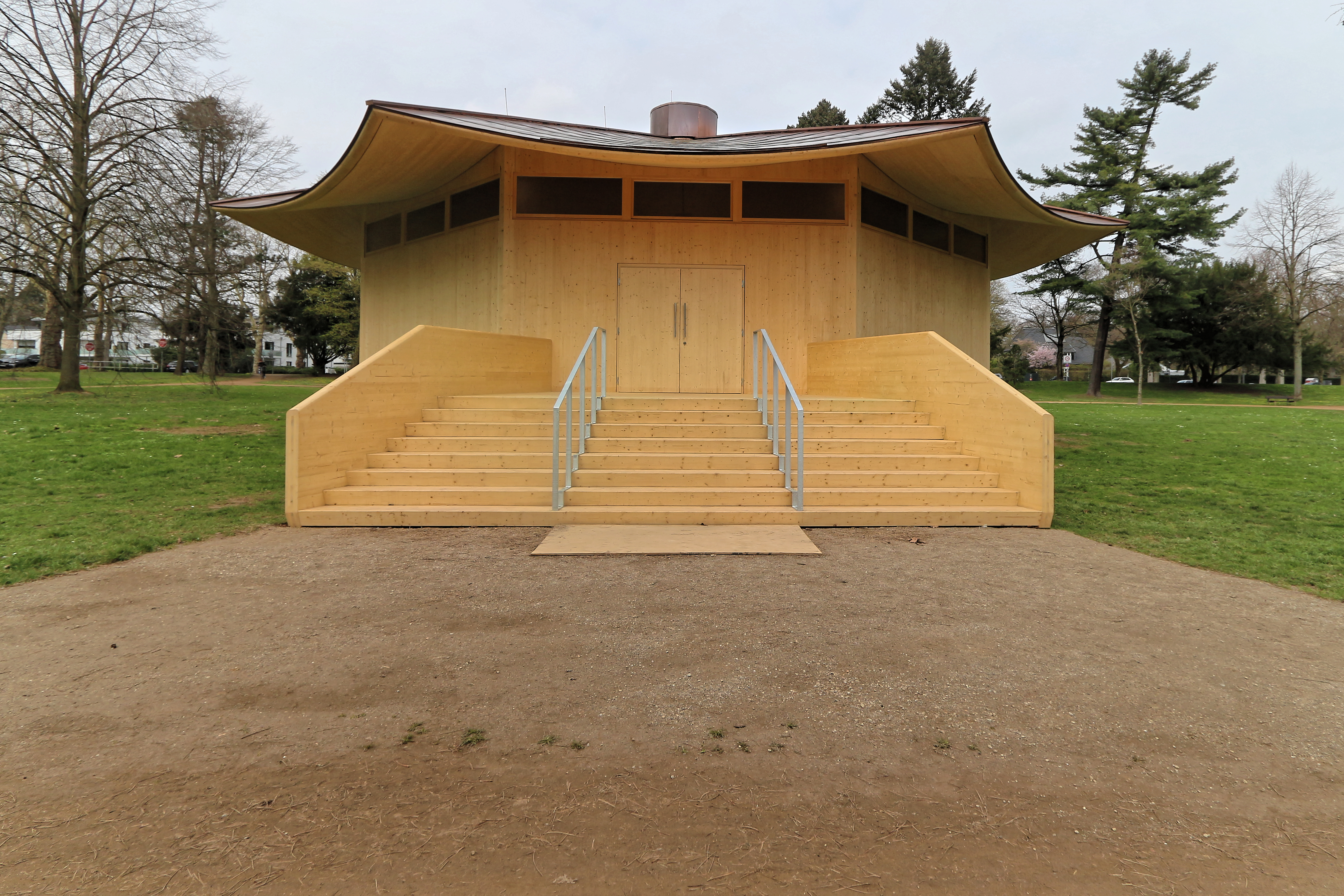
„Pavillon“ (2019) Krefeld
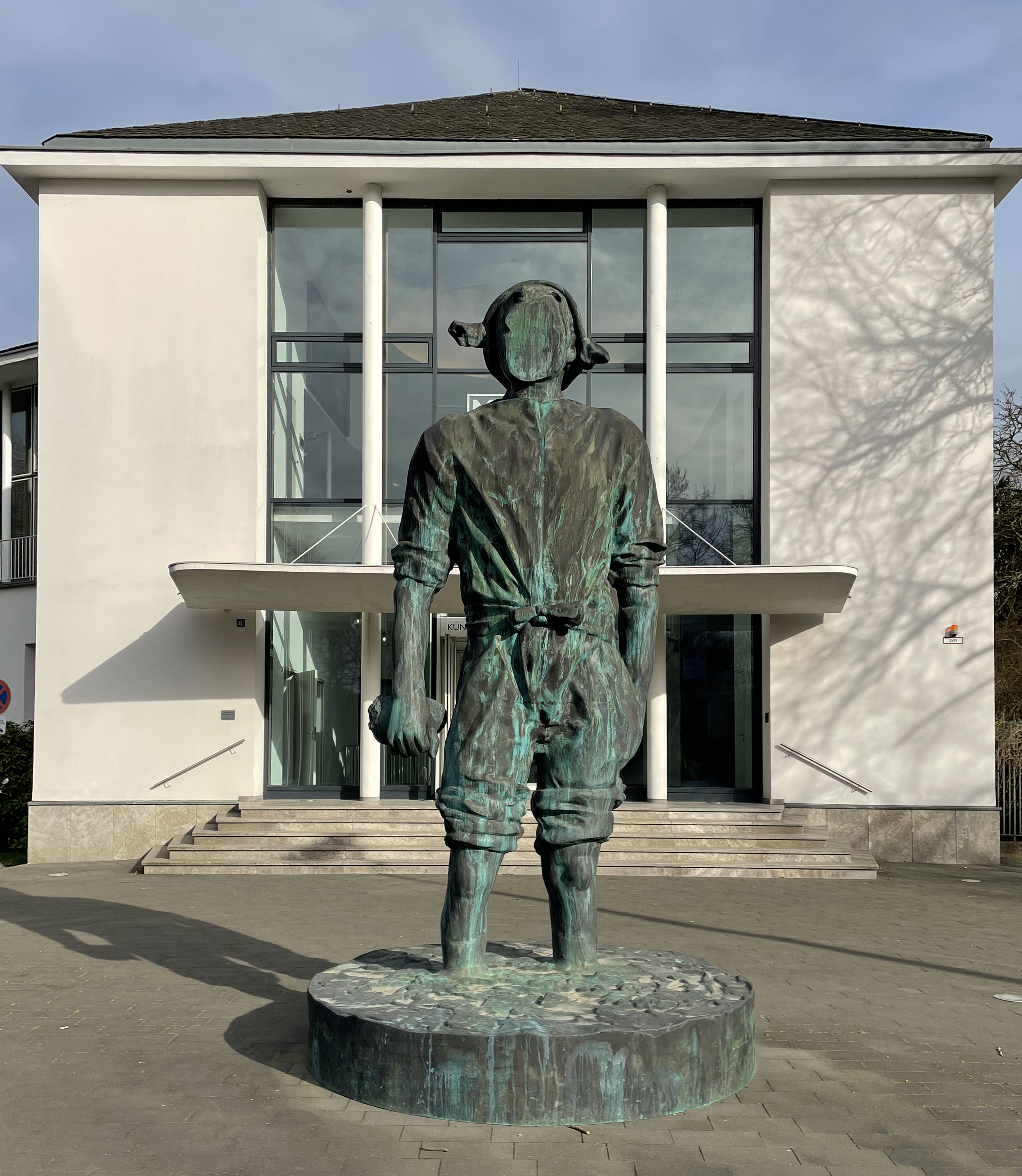
Mann ohne Gesicht (2018) vor dem Malkasten Düsseldorf

## Auszeichnungen
- 1990 Arnold-Bode-Preis der documenta – Stadt Kassel
- 1992 Stipendium der Deutschen Akademie Villa Massimo[12]
- 1996 Kunstpreis Junge Stadt sieht junge Kunst der Stadt Wolfsburg
- 1998 Kurt-Schwitters-Preis für Bildende Kunst der Niedersächsischen Sparkassenstiftung
- 2004 Lichtwark-Preis der Freien und Hansestadt Hamburg
- 2005 „Kunstköln“-Preis (10.000 Euro) jetzt: Cologne-Fine-Art-Preis
- Bei der Kunstbiennale Venedig wurde er im Juni 2005 mit dem ‚Goldenen Löwen‘ als bester Einzelkünstler der Ausstellung ausgezeichnet
- 2010 Kunstpreis der Landeshauptstadt Düsseldorf
- 2014 Ernst-Franz-Vogelmann-Preis für zeitgenössische Skulptur, Heilbronn

## Film
- Thomas Schütte – Ich bin nicht allein. Dokumentarfilm von Corinna Belz, 2023, 95 Minuten.